# Richard Rautalin
Väinö Richard Rautalin, född 14 april 1891 i Kalvola, död 8 januari 1943 i Lembois, var en finländsk skulptör. 
Rautalin deltog 1908–1911 i kvällskurserna vid Centralskolan för konstflit och studerade 1911–1913 för Emil Wikström. Rautalin är främst känd för sina offentliga arbeten i Tammerfors, däribland fontänskulpturen Våren (1936).